# Голубой гасконский гриффон
Голубой гасконский гриффон (фр. Griffon bleu de Gascogne) — порода гончих собак выведенная во Франции. Порода весьма похожа на большую голубую гасконскую гончую, малую голубую гасконскую гончую и голубого гасконского бассета, все эти породы имеют шерсть с голубоватым отливом, но голубой гасконский гриффон отличается жёсткой и лохматой шерстью.

## История
Порода происходит из французской области Гасконь и имеет древнее, пиренейское происхождение. Порода была получена путем скрещивания голубой гасконской гончей (фр. Bleu de Gascogne) с нивернейским гриффоном (фр. Griffon Nivernais), а также предположительно с большим вандейским гриффоном (фр. Grand griffon vendéen).
Породу использовали для охоты как на мелкую дичь, так и на большую.
В 1920 году во Франции был написан первый стандарт породы и с того времени порода мало изменилась, за исключением того, что сегодня гриффон стал немного выше. В 1963 году породы признала Международная Кинологическая Федерация (FCI), а в 1991 году Объединенный кеннел клуб (UKC)
Гасконский гриффон почти исчез, но сейчас постепенно возрождается.

## Внешний вид
Голубой гасконский гриффон — порода среднего размера с грубой, косматой шерстью. Голова не широкая, череп слегка выпуклый, морда такой же длины, как и череп. Челюсти крепкие, прикус ножницеобразный. Нос большой и чёрный, переносица прямая или немного выпуклая. Уши посажены ниже уровня глаз, висячие, гибкие, покрыты короткой шерстью. Глаза овальные, темно-каштанового цвета.
Шея тонкая, спина короткая и крепкая, поясница выпуклая и мускулистая, круп наклонный, грудь хорошо развитая. Хвост едва достигает скакательного сустава, хорошо покрыт шерстью. Конечности сильные и прямые, мускулистые с лапами овальной формы, подушечки лап и когти чёрные.
Шерсть жёсткая, грубая и лохматая, на голове и ушах шерсть короче. Окрас крапчатый с голубоватым оттенком и подпалинами на ногах, щеках, ушах и под хвостом.

## Характер и темперамент
Голубой гасконский гриффон — умная, послушная и активная собака, они очень трудолюбивые и имеют сильный охотничий инстинкт. Порода хорошо ладит с другими животными и детьми, однако порода легко возбудима, поэтому не советуется оставлять маленьких детей одних с собакой. Порода требует социализации с раннего возраста. У гриффона есть склонность громко лаять на незнакомцев.

## Уход и дрессировка
Порода относительно не прихотлива в уходе, моют собаку по мере загрязнения, расчечывают несколько раз в неделю. Несколько раз в год необходимо делать тримминг (выщиповать отмершие волоски) собаки. Особого внимания требуют висячие уши гриффона, которые необходимо регулярно осматривать и чистить, чтобы избежать ушных инфекций.
Гасконский грифон очень активная порода, требующая ежедневных физических нагрузок. Не рекомендуется держать эту породу в квартире, так как будет сложно дать ей нужное количество нагрузок.
Порода умная, но во время дрессировки нужно быть терпеливым.

## Здоровье
Голубой гасконский гриффон — довольно здоровая порода, в среднем доживает до 12 лет. Наиболее частыми проблемами являются аллергии, заворот кишок, ушные инфекции и диспалазия локтевого и тазобедренного сустава.